# كريس مكارت
كريس مكارت (بالإنجليزية: Chris McCart)‏ هو لاعب كرة قدم بريطاني في مركز الدفاع، ولد في 17 أبريل 1967 في بيلستون ‏ في المملكة المتحدة. شارك مع منتخب اسكتلندا الثانوي لكرة القدم ‏. أما مع النوادي، فقد لعب مع نادي فالكيرك ونادي ماذرويل.

## وصلات خارجية
- كريس مكارت على موقع الاتحاد الإسكتلندي (الإنجليزية)
- كريس مكارت على موقع قاعدة بيانات كرة القدم.إي يو (الإنجليزية)
- كريس مكارت على موقع Soccerbase.com (لاعب) (الإنجليزية)